# يخت المملكة 5KR
يخت المملكة 5KR (يسمى أيضا نبيلة)، وهو يخت فاخر يبلغ ارتفاعه 85.65 مترًا (281 قدم) للملياردير السعودي عدنان خاشقجي، ويعتبر مملوك الآن الأمير الوليد بن طلال.

## تاريخ بناء اليخت
تم بناء اليخت في عام 1980 من قبل شركة بناء اليخوت بينيتي بتكلفة 100 دولار مليون  (ما يعادل 314 مليون دولار في 2020). تم تصميم التصميم الداخلي الأصلي من قبل Luigi Sturchio.
تم بناؤه في الأصل باسم نبيلة للملياردير السعودي عدنان خاشقجي (سمي على اسم ابنته). خلال فترة ملكية خاشقجي، كان اليخت واحد من أكبر اليخوت في العالم، ولكن اعتبارًا من يوليو 2020، وفقًا لقائمة ويكيبيديا لأكبر اليخوت ذات المحركات، احتلت المرتبة 96 ولا يزال يتراجع في الترتيب، بسبب اتجاه اليخوت الأكبر التي يتم بناؤها.
خلال أيامه في دور نبيلة، ظهرت في فيلم جيمس بوند «لا تقل أبدًا مرة أخرى»، حيث شوهد اليخت على أنه صحن طائر (تُرجمت من الإيطالية ديسكو فولانت في الرواية المصدر، Thunderball)، المقر المتنقل لليخوت الفاخرة. كما أنه كان مصدر إلهام لأغنية «سفينة خاشقجي» على المعجزة، ألبوم 1989 لفرقة الروك كوين.
بعد أن واجه خاشقجي مشاكل مالية، باع اليخت في عام 1988 لسلطان بروناي، الذي باعه بدوره إلى دونالد ترامب مقابل 29 دولارًا. مليون. بعد تجديده أعاد ترامب تسميته الأميرة ترامب. لرسو ترامب برينسيس في ميناء أتلانتيك سيتي، حصل ترامب على تصاريح تجريف خاصة تم إنجازها في شهرين فقط بدلاً من 3 سنوات بدعم من روجر ستون وشركة الضغط بلاك، مانافورت في ستون وكيلي.
عام 1991  تم بيعه مقابل 20 دولارًا مليون إلى الأمير الوليد بن طلال الذي أعاد تسمية اليخت Kingdom 5KR . ينبع اسم اليخت الأخير من شركة الأمير الاستثمارية أي شركة المملكة القابضة، ورقم الحظ الخاص به (5)، والأحرف الأولى من اسم أطفاله («K خالد» و «R ريم»).

## التصميم
يبلغ عرض اليخت 13.25 متر (43.5 قدم)، ومسافة الغاطس 4.72 متر (15.5 قدم) وسعة وقود 515,000 لتر (136,000 غال-أمريكي). عندما تم تسليمه، كان لديها خمسة طوابق، وديسكو، وسينما بها مقاعد تتسع لـ 12، و 11 جناحًا فخمًا، ومهبط للطائرات العمودية في الأعلى (مساراتها مائلة إلى الخارج لتجنب التداخل مع المروحيات)، وحوض سباحة به نفاثة مائية في الأعلى. أمام مهبط طائرات الهليكوبتر، عطاءان من طراز Riva، وطاقم مكون من 48 شخصًا، وسرعة قصوى تبلغ 20 عقدة، وسرعة إبحار تبلغ 17.5 عقدة؛ تم توفير الدفع من قبل اثنين 3,000 حصان (2,200 كـو) محركات NOHAB القطبية. 